# Aphaenogaster bidentatus
Aphaenogaster bidentatus é uma espécie de formiga da família Formicidae.
É endémica dos Estados Unidos da América.